# Albert Tamás
Albert Tamás (Budapest, 1958. augusztus 3. – Budapest, 2009. november 25.) magyar operaénekes (tenor).

## Élete
Énektanulmányait Bartók Béla Zeneművészeti Szakközépiskolában végezte Andor Éva és Rozsos István növendékeként.
A Honvéd Művészegyüttes énekkarában énekelt, majd 1989-től a Magyar Állami Operaház tagja haláláig. 1992 és 1999 között Komlóssy Erzsébet tanítványa volt. Rendszeresen énekelt a Szegedi Nemzeti Színházban, de Miskolcon és Debrecenben is gyakran szerepelt.
Igazi olaszos lírai tenor volt.

## Főbb szerepei
- Donizetti: Boleyn Anna - Lord Percy
- Erkel: Bánk Bán - Bánk bán
- Gounod: Faust - Faust
- Muszorgszkij: Borisz Godunov - Grigorij
- Puccini: Gianni Schicchi - Rinuccio
- Puccini: Bohémélet - Rodolfo
- Puccini: Tosca - Spoletta
- Puccini: Manon Lescaut - Des Grieux
- Gioachino Rossini: Mózes - Amenofi
- Richard Strauss: A rózsalovag - Olasz énekes
- Giuseppe Verdi: Rigoletto - Mantovai herceg
- Wagner: A nürnbergi mesterdalnokok - Kunz Vogelgesang
- Richard Wagner: Tannhäuser - Walter von der Vogelweide

## Filmjei
- Bohémélet (1992, tv-film)
- A 78-as Szent Johannája (2002, rövidfilm)

## Díjai, elismerései
- 1992: Bartók–Pásztory-díj
- 2003: Simándy József-emlékplakett